# Samsung Galaxy Book
Samsung Galaxy Book — линейка ноутбуков на базе Microsoft Windows, производимая южнокорейской компанией Samsung Electronics. Galaxy Book изначально представлял собой планшетные компьютеры со съемной клавиатурой, однако в 2020 году он превратился в основную линейку ноутбуков Samsung, заменив Samsung Notebook.
Galaxy Book является суббрендом Samsung Galaxy, но, в отличие от остальных, он работает исключительно на программном обеспечении Windows. Существует также отдельная линейка Samsung Galaxy Chromebook, которая маркируется Galaxy Chromebook, а не Galaxy Book.

## История
Линейка Samsung Galaxy Book возникла с выпуском в 2016 году Samsung Galaxy TabPro S, планшета Intel Core M под управлением Windows со съемной клавиатурой, разработанного как конкурент Microsoft Surface.Это было первое устройство под брендом Galaxy, на котором использовалось программное обеспечение Windows вместо Android, заменив планшеты с Windows, которые были в линейке Samsung Ativ.Год спустя был выпущен первый Samsung Galaxy Book, за ним последовал Galaxy Book2 на чипе Snapdragon 855 на базе ARM.В августе 2019 года был анонсирован Galaxy Book S в стандартном форм-факторе ноутбука и снова с процессором ARM Snapdragon.В своем пресс-релизе Samsung назвала Book S первым устройством новой линейки Galaxy Computing.
В октябре 2019 года Samsung анонсировала ноутбуки Galaxy Book Ion и Galaxy Book Flex (ноутбук-трансформер). Оба они являются компьютерами Intel x86 и пришли на смену Samsung Notebook 9.Это были первые в мире ноутбуки с дисплеями QLED, а в комплект поставки Flex входил стилус S Pen. В течение 2020 и 2021 годов были выпущены новые модели, которые закрепили за Samsung Galaxy Book статус полной замены линейки Notebook.
В преддверии выставки CES 2020 компания Samsung представила Galaxy Book Flex α (Alpha), более дешевый вариант Flex.И Ion, и Flex были выпущены позже в 2020 году.В мае 2020 года был представлен Galaxy Book S на базе процессора Intel Core «Lakefield» с низким энергопотреблением, который назывался «гибридным процессором». В конце года в линейке 2021 года были объявлены преемники Samsung Galaxy Book Ion2 и Flex2. На мероприятии Samsung Unpacked 2021 был представлен игровой ноутбук Galaxy Book Odyssey (преемник Notebook Odyssey) с графическим чипом Nvidia GeForce RTX 3050 Ti.Galaxy Book Go оснащался процессором Snapdragon 7c Gen2.
Samsung Galaxy Book, Book Pro и Book Pro 360 были представлены в апреле 2021 года. Базовой моделью ноутбука является Book, Pro — это продвинутая модель, а Pro 360 — трансформер, аналогичный Flex.
Galaxy Book2, Book2 Pro, Book2 Pro 360 и Book2 360 были представлены в феврале 2022 года.
Galaxy Book3, Book3 Ultra, Book3 Pro и Book3 360 были представлены в феврале 2023 года.
Galaxy Book4, Book4 Ultra, Book4 Pro и Book4 360 были представлены в январе 2024 года.